# Jam & Spoon
A Jam & Spoon német trance duó volt, amely 1991-ben alakult Frankfurtban. Tagjai a zeneszerző és producer Rolf Ellmer (művésznevén Jam El Mar) és Markus Löffel (DJ, művésznevén Mark Spoon). A dalok vokáljait nagyrészt az amerikai-horvát énekesnő, Plavka Lonich énekelte. A duó alkotott még a Tokio Ghetto Pussy, Storm és Big Room álnevek alatt is. Ezen albumokon az előadók Trancy Spacer és Spacy Trancer néven vannak feltüntetve.

## Története
A Jam & Spoon első albuma, BreaksUnit1 címen 1991-ben jelent meg. Első sikeres daluk a "Stella" lett 1992-ben. Ezt a dalt évekig játszották és remixelték megjelenése után. A páros szintén belekóstolt a remixelésbe, olyan dalokat vettek fel újból mint az "Age of Love" az azonos nevű zenekartól, vagy a "Go" Mobytól. Az első nemzetközi és anyagi sikerük az 1993-as "Right In the Night" volt, melyet a "Find Me" és az "Angel" követtek, ezeken a dalokon már Plavka énekelte a vokált, és innentől az együttes harmadik tagjaként tekintettek rá, számos alkalommal működött közre a dalszerzésben és az élő előadások alkalmával is. 1994-ben két albumot jelentetett meg a csapat, Tripomatic Fairytales 2001 és Tripomatic Fairytales 2002 címmel, ezeket 1995-ben a Disco 2001 követte (Tokyo Ghetto Pussy álnév alatt), majd a Kaleidoscope (1997), a Stormjunkie (2000, Storm álnéven), és végül a Tripomatic Fairytales 3003 (2005).
2000-ben remixelték Giorgio Moroder nagy sikerű 1979-es slágerét, a "Chase"-t, mely Giorgio Moroder vs. Jam & Spoon név alatt látott napvilágot, és első helyre került az USA Billboard listáján. 2002 júniusában a "Be.Angeled" a 4. helyet szerezte meg ugyanezen a listán.
Markus Löffel 2006. január 11-én szívroham következtében elhunyt berlini otthonában, 39 éves korában.
2006 szeptemberében egy két CD-ből álló válogatás jelent meg Remixes & Club Classics címen Mark Spoon emlékére. Ez volt az együttes első válogatásalbuma, és tartalmazott egy exkluzív dalt is "Be.Angeled - Tribute to Mark Spoon" címmel, melyet a 2006-os berlini Love Parade-en élőben adtak elő.

## Diszkográfia

### Stúdióalbumok
- Breaks Unit 1 (1991)
- Tripomatic Fairytales 2001 (1993) - UK #71
- Tripomatic Fairytales 2002 (1993)
- Kaleidoscope (1997)
- Tripomatic Fairytales 3003 (2004)

### Válogatásalbumok
- Remixes & Club Classics (2006)
- Best Of (2015)

### Kislemezek
- Tales from a Danceographic Ocean (1992)
- Stella (1992, egyes országokban "The Complete Stella" címen jelent meg)
- Right in the Night (Fall in Love With Music) (1993, közr. Plavka)
- Find Me (Odyssey to Anyoona) (1994, közr. Plavka)
- Angel (Ladadi O-Heyo) (1995, közr. Plavka)
- You Gotta Say Yes to Another Excess - Great Mission (1995, Jam & Spoon's Hands On Yello)
- Kaleidoscope Skies (1997, közr. Plavka)
- El Baile (1997)
- Don't Call It Love (1997, közr. Plavka)
- Stella 1999 - 1992 - How Stella Got Her Groove Back (1999)
- The Chase (2000, Giorgio Moroder vs. Jam & Spoon)
- Be.Angeled (2001, közr. Rea Garvey)
- Cynical Heart (2004, közr. Jim Kerr)
- Set Me Free (Empty Rooms) (2004, közr. Rea Garvey)
- Butterfly Sign (2004, közr. Plavka)
- Right in the Night 2013 (2013, közr. Plavka vs. David May és Amfree)
- Be.Angeled 2014 (2014, közr. Rea Garvey)
- Find Me 2015 (2015)

## Fordítás
- Ez a szócikk részben vagy egészben  a   Jam & Spoon című angol Wikipédia-szócikk ezen változatának fordításán alapul.  Az eredeti cikk szerkesztőit annak laptörténete sorolja fel. Ez a jelzés csupán a megfogalmazás eredetét és a szerzői jogokat jelzi, nem szolgál a cikkben szereplő információk forrásmegjelöléseként.